# Como
Como là một đô thị và thành phố của Ý. Đô thị này là tỉnh lỵ tỉnh Como trong vùng Lombardia. Como có diện tích km2, dân số theo ước tính năm 2010 của Viện thống kê quốc gia Ý là 85.268 người. 
Các đơn vị dân cư:
Đô thị Como giáp với các đô thị:
Thành phố nằm gần hồ Como và Alps khiến cho Como là một điểm đến du lịch phổ biến. Thành phố có một số bảo tàng, nhà thờ, nhà hát, công viên và cung điện.